# Kewdale
Kewdale är en del av en befolkad plats i Australien. Den ligger i kommunen Belmont och delstaten Western Australia, nära delstatshuvudstaden Perth. Antalet invånare är 5 439.
Runt Kewdale är det tätbefolkat, med 459 invånare per kvadratkilometer.. Närmaste större samhälle är Perth, nära Kewdale. 
I omgivningarna runt Kewdale växer huvudsakligen savannskog. Genomsnittlig årsnederbörd är 951 millimeter. Den regnigaste månaden är september, med i genomsnitt 168 mm nederbörd, och den torraste är februari, med 12 mm nederbörd.